# 유잠
유잠(劉岑, ? ~ 5년)은 전한 말기의 황족이자 관료로, 자는 자장(子張)이다. 종정 유경기의 아들이다.

## 행적
유경기의 뒤를 이어 양성후(陽城侯)에 봉해졌다.
제조(諸曹)·중랑장(中郎將)·성문교위(城門校尉)·태상을 역임하였고, 원시 5년(5년)에 종백에 임명되었으나 곧 죽었다. 아들 유립이 작위를 이었다.
유잠은 《한서》 백관공경표·초원왕전에서만 존재가 확인되는 인물로, 은택후표의 양성후 계보에서는 누락되어 있다.

## 출전
- 반고, 《한서》
  - 권19하 백관공경표 下
  - 권36 초원왕전

| 전임 장굉 | 전한의 태상 3년 ~ 5년 | 후임 (불명) |

| 전임 유굉 | 전한의 종백 5년 | 후임 유굉 |

| 선대 아버지 양성희후 유경기 | 전한의 양성후 기원전 25년? ~ 기원후 5년 | 후대 아들 유립 |